# Primera Divisió 1995/96
Die Primera Divisió 1995/96 war die 1. Spielzeit in der Geschichte der andorranischen Fußballliga. Der FC Encamp gewann mit zwei Punkten Vorsprung auf CE Principat die erste Meisterschaft. Der Verein Construccions Emprimo zog sich nach dieser Spielzeit vom Ligabetrieb zurück. Keine der Mannschaften stieg ab, da die zweithöchste Spielklasse erst 1999 eingeführt wurde.

## Teilnehmer (10)
| Primera Divisió 1995/96  |                     |                           |
| Name                     | Stadt               | Stadion                   |
| CE Principat             | Andorra la Vella    | Camp d’Esports d’Aixovall |
| FC Santa Coloma          | Andorra la Vella    | Camp d’Esports d’Aixovall |
| Inter Club d’Escaldes    | Escaldes-Engordany  | Camp d’Esports d’Aixovall |
| FC Encamp                | Encamp              | Camp d’Esports d’Aixovall |
| FC Aldosa                |                     | Camp d’Esports d’Aixovall |
| Deportivo La Massana     | La Massana          | Camp d’Esports d’Aixovall |
| Sporting Club d’Escaldes | Escaldes-Engordany  | Camp d’Esports d’Aixovall |
| UE Sant Julià            | Sant Julià de Lòria | Camp d’Esports d’Aixovall |
| Spordany Juvenil         |                     | Camp d’Esports d’Aixovall |
| Costruccions Emprimo     |                     | Camp d’Esports d’Aixovall |

## Abschlusstabelle
| Pl. | Verein                   | Sp. | S  | U | N  | Tore    | Diff. | Punkte |
| --- | ------------------------ | --- | -- | - | -- | ------- | ----- | ------ |
| 1.  | FC Encamp                | 18  | 15 | 2 | 1  | 064:180 | +46   | 47     |
| 2.  | CE Principat             | 18  | 14 | 3 | 1  | 085:220 | +63   | 45     |
| 3.  | FC Santa Coloma          | 18  | 13 | 3 | 2  | 052:260 | +26   | 42     |
| 4.  | FC Aldosa                | 18  | 9  | 1 | 8  | 036:290 | +7    | 28     |
| 5.  | Deportivo La Massana     | 18  | 7  | 3 | 8  | 026:360 | −10   | 24     |
| 6.  | Sporting Club d’Escaldes | 18  | 7  | 2 | 9  | 038:350 | +3    | 23     |
| 7.  | Inter Club d’Escaldes    | 18  | 6  | 1 | 11 | 044:360 | +8    | 19     |
| 8.  | UE Sant Julià            | 18  | 4  | 4 | 10 | 037:440 | −7    | 16     |
| 9.  | Spordany Juvenil         | 18  | 4  | 0 | 14 | 025:101 | −76   | 12     |
| 10. | Costruccions Emprimo     | 18  | 1  | 1 | 16 | 018:780 | −60   | 04     |